# Ruggieri degli Ubaldini
(Inferno XXXIII, vv. 13-15)
Ruggieri degli Ubaldini (Mugello, secondo decennio del XIII secolo – Viterbo, 15 settembre 1295) è stato un arcivescovo cattolico italiano.

## Biografia
Nacque nel secondo decennio del XIII secolo nella potente famiglia mugellana dei conti della Pila, figlio di Ubaldino e nipote del cardinale Ottaviano degli Ubaldini, suo zio. Iniziò la carriera ecclesiastica presso la curia arcivescovile di Bologna, poi nel 1271 fu chiamato dai ghibellini ravennati come arcivescovo, accanto ad un altro prelato nominato dai guelfi. I contrasti tra i due però convinsero papa Gregorio X ad escludere entrambi. Nel 1278 divenne arcivescovo metropolita di Pisa su nomina di papa Niccolò III, città allora retta dal ghibellino Ugolino della Gherardesca e dal guelfo Nino Visconti.
Ruggieri si insediò proprio quando iniziavano i conflitti tra i due e inizialmente cercò di favorire i ghibellini, anche se presto, fingendosi amico di Nino, li mise l'uno contro l'altro riuscendo a sbarazzarsi di entrambi. Guidò la rivolta che portò alla deposizione del conte Ugolino insieme con le famiglie dei Gualandi, dei Sismondi, dei Lanfranchi, dei Ripafratta e degli Orlandi. Secondo la versione di un cronista contemporaneo, che Dante segue, egli avrebbe fatto prigioniero Ugolino con il tradimento: certo è che lo fece imprigionare nella Torre della Muda insieme a due figli e due nipoti, nella quale essi morirono.
Probabilmente per questo motivo, o per il tradimento del Visconti, Dante lo collocò tra i traditori politici del suo Inferno. Anche papa Niccolò IV lo rimproverò aspramente e gli inviò una condanna per la sua condotta spietata contro Ugolino e i guelfi, ma il sopraggiungere della morte del pontefice impedì una qualsiasi ritorsione su di lui.
Dopo la morte di Ugolino, nel 1289 Ruggieri si fece nominare podestà di Pisa, ma fu incapace di reggere alla lotta che gli aveva dichiarato il Visconti e dovette rinunciare al suo ufficio. Continuò a vivere nella sua arcidiocesi, conservandone il titolo, fino alla sua morte che avvenne nel 1295 a Viterbo, dove si era recato da poco. La sua tomba, poi scomparsa, venne collocata nel chiostro del monastero annesso alla chiesa viterbese di Santa Maria in Gradi, oggi sede dell'Università degli Studi della Tuscia.
Secondo alcune deduzioni dell'archeologo Aurelio Pellegrini, il sarcofago del Ruggieri si troverebbe attualmente nel museo civico di Viterbo, dopo essere stato asportato dalla chiesa e convento di Santa Maria in Gradi.

## Ruggieri nell'Inferno dantesco

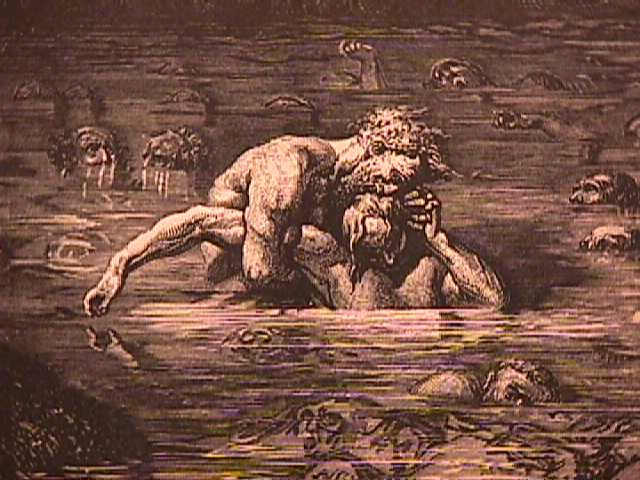
Gustave Doré, Ugolino che addenta l'arcivescovo Ruggieri

L'arcivescovo Ruggieri compare nel canto XXXIII dell'Inferno di Dante, nella seconda zona del nono cerchio, l'Antenora,dove sono puniti i traditori della patria, venendo citato come antagonista del celebre conte Ugolino della Gherardesca. Per il suo comportamento in vita, ha l'aggravio della pena di avere Ugolino che gli rode il cranio in eterno, per aver condannato quattro innocenti a morire con un colpevole. La sua figura nel poema è completamente muta e assente, tanto da sembrare pietrificata nel suo supplizio.
In realtà la colpa di Ruggieri è più grave di quella del conte Ugolino, poiché quando lo tradì il conte era suo ospite, quindi dovrebbe stare nella Tolomea, tra i traditori degli ospiti, mentre invece si trova nell'Antenora. Rossetti ipotizzò che il conte e l'arcivescovo si trovino proprio sul confine tra le due zone: Ugolino starebbe quindi nell'Antenora, Ruggieri nella Tolomea. Altri pensarono invece che, pur trovandosi entrambi nell'Antenora, i due dannati fossero collocati proprio sul suo limite estremo, al confine con la zona successiva. In seguito D'Ovidio sostenne tuttavia l'infondatezza di queste ipotesi.